# Avraham Azrieli
Avraham Azrieli (* 1962) ist ein israelisch-US-amerikanischer Schriftsteller.

## Leben
Azrieli wuchs in Israel auf.
Dort erhielt er eine Ausbildung auf dem Gebiet des Talmud.
In Israel diente er als Offizier bei den Israelischen Verteidigungsstreitkräften.
Azrieli studierte Rechtswissenschaft und arbeitete als Angestellter am Obersten Gericht (Israel).
Nach seinem Diplom-Abschluss an der Columbia University in New York City arbeitete er als Angestellter am United States District Court für den District Maryland und als Rechtsanwalt bei Davis Polk & Wardwell.
Während seiner Tätigkeit als Rechtsanwalt vertrat Azrieli verschiedene Kunden unter anderem auch vor dem Obersten Gerichtshof der Vereinigten Staaten.
Nach dem Erfolg seines ersten Buches The Masada Complex wandte sich Azrieli der Schriftstellerei zu.
Er schreibt Sachbücher, politische Thriller und andere Romane.
Seine Themen sind Israel in der Geschichte und Gegenwart, Frauenrechte und der Holocaust.
Die Bücher Azrielis liegen in englischer Sprache vor.

## Engagement
Angeregt durch den Krebstod mehrerer Verwandter und Bekannter, unterstützt Azrieli das Memorial Sloan Kettering Cancer Center und ruft auf seiner Webseite zu Spenden in diesem Anliegen auf.
Azrieli betreibt einen Blog und schreibt Artikel zu Themen wie Israel, dem Verhältnis von Juden und Christen, Umweltschutz, Umweltverschmutzung, Einfluss der Politik auf juristische Institutionen und umgekehrt.

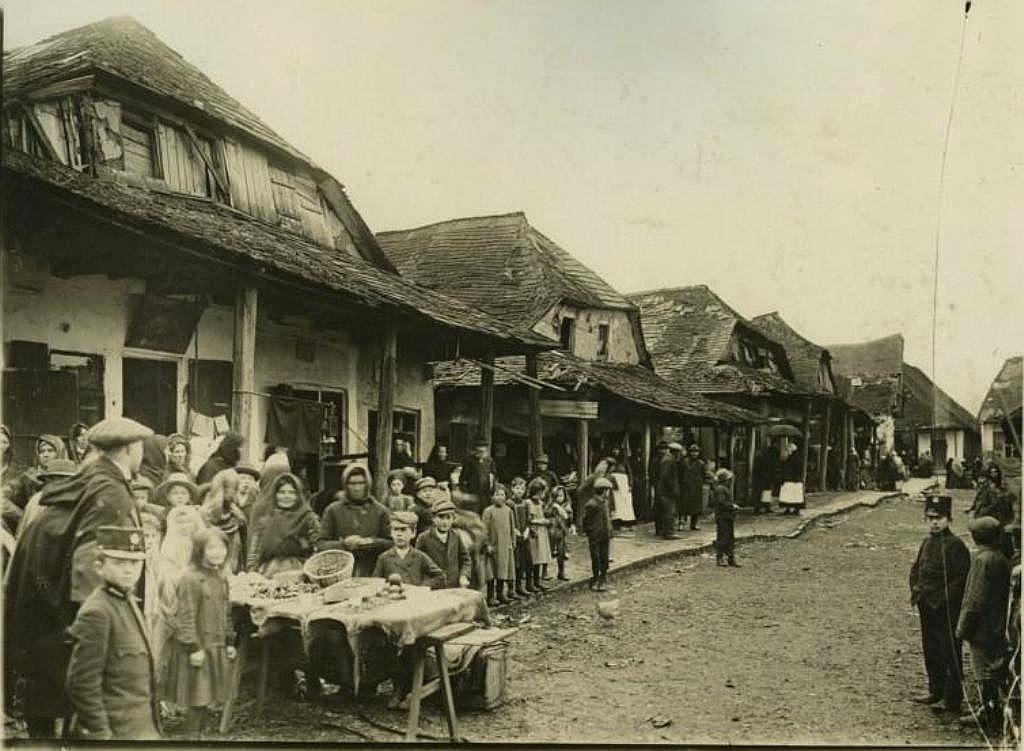
Markt in Skalat, zwischen 1908 und 1914

## One Step Ahead
Azrieli schrieb das Buch One Step Ahead (nicht zu verwechseln mit dem Buch One Step Ahead von David Azrieli, das dessen Flucht aus Polen nach Israel schildert).
Es beruht auf Tatsachen.
Die jüdische Frau Esther Parnes (1900–1965) floh mit ihrem Ehemann und ihren sieben Kindern 1941 aus der polnischen Stadt Skalat vor den deutschen Nationalsozialisten nach Osten.
Immer nur mit knappem Vorsprung vor den nachrückenden deutschen Truppen gelang es ihr, ihre Familie vor der Vernichtung durch die Deutschen zu retten.
Azrieli interviewte für das Buch die überlebenden Nachkommen von Esther Parnes und wertete ihre Tagebücher aus.
Das Buch ist ein Denkmal und ein Zeugnis für die Lebens-, Denk- und Glaubenswelt des polnischen Schtetls.
Speziell zeigt es auch die Reaktion der polnischen Juden auf den Hitler-Stalin-Pakt.
Das Städtchen Skalat gelangte in Folge dieses Paktes zur Sowjetunion.

## Familie
Azrieli ist verheiratet, hat vier Kinder und lebt in den USA.

## Werke (Auswahl)
- The Elixirist, Herausgeber: Avraham Azrieli, 2020, ISBN 978-1-953648-03-7
- The Bootstrap Ultimatum, Createspace Independent Publishing Platform, 2014, ISBN 978-1-4997-1748-8
- Thump, Createspace Independent Publishing Platform, 2014, ISBN 978-1-4942-8175-5
- The Mormon Candidate, Createspace Independent Publishing Platform, 2012, ISBN 978-1-4751-9451-7
- The Masada Complex, Createspace Independent Publishing Platform, 2011, ISBN 978-1-4505-4410-8
- Christmas for Joshua, Createspace Independent Publishing Platform, 2011, ISBN 978-1-4636-0288-8
- The Jerusalem Assassin (fiktiv über die Ermordung von Jitzchak Rabin), Createspace Independent Publishing Platform, 2011, ISBN 978-1-4609-0655-2
- The Jerusalem Inception: A young talmudic Scholar, a beautiful Israeli spy, and the 1967 War, Createspace Independent Publishing Platform, 2011, ISBN 978-1-4515-4951-5

### Deborah-Reihe
- Deborah Rising (Band 1), Herausgeber: Avraham Azrieli, 2017, ISBN 978-1-953648-01-3
- Deborah Calling (Band 2), Herausgeber: Avraham Azrieli, 2020, ISBN 978-1-953648-05-1
- Deborah Slaying (Band 3), Herausgeber: Avraham Azrieli, 2020, ISBN 978-1-953648-07-5
- Deborah Striking (Band 4), Herausgeber: Avraham Azrieli, 2021, ISBN 978-1-953648-09-9

### Sachbücher, Biografie
- One Step Ahead (auf Tatsachen beruhende Biographie einer polnischen jüdischen Frau aus Skalat, die sich und ihre sieben Kinder vor den vorrückenden Nationalsozialisten rettet), Xlibris; Illustrated Edition, 2004, ISBN 978-1-4010-8281-9
- Your Lawyer on a Short Leash, BRILL ACADEMIC PUB, 1997, ISBN 978-1-57105-036-6